# Hadjambou
Hadjambou est un village de l'union des Comores, situé au Nord-Est de l'île de Grande Comore. En 2010, elle est peuplée de 1 202 habitants.